# CEP (balística)

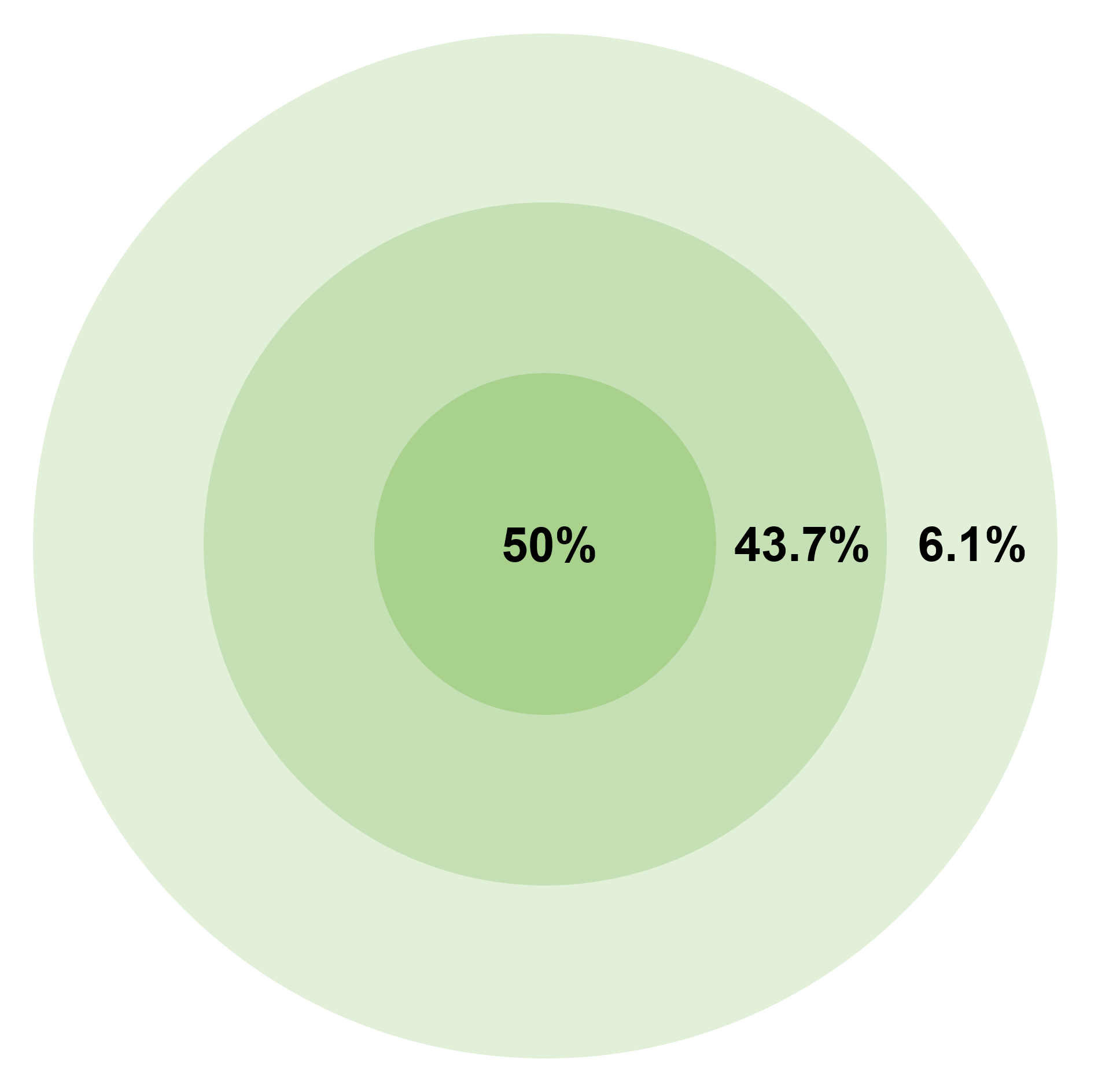
Concepto CEP y probabilidad de acierto. 0,2% fuera del círculo exterior.

En balística, CEP (Error Circular Probable o Circular Error Probability, en inglés) es una medida de la precisión de un arma. Se define como el radio del círculo dentro del cual la probabilidad de que impacte una ojiva, un misil, una bomba o un proyectil es del 50%. Por ejemplo las ojivas de los Trident II tienen un CEP de 90 metros (cuando usan GPS).
El impacto de municiones sobre un objetivo tiende a seguir una distribución normal bivariada. Una de las componentes de la distribución bivariada representa los errores en alcance y la otra los errores en azimut. La desviación estándar de los errores de alcance suelen ser mayores que la de los errores en azimut (a menos que la munición caiga exactamente vertical sobre el objetivo).
El concepto del CEP se basa en una distribución normal de la precisión, es decir, si el CEP es n metros, el 50% de las municiones caerán a menos de n metros del objetivo, el 43% entre n y 2n y el 7% entre 2n y 3n metros, y la proporción de municiones que impacten a más de 3n metros del objetivo será de menos del 0,2%.